# NSWRL 1921
Die NSWRL 1921 war die vierzehnte Saison der New South Wales Rugby League Premiership, der ersten australischen Rugby-League-Meisterschaft. Den Titel gewannen die North Sydney Bears, die damit zum ersten Mal die NSWRL gewannen.
Ursprünglich sollte 1921 die Anzahl der Mannschaften aufgrund des Ausscheidens von Annandale wieder auf acht reduziert werden. Da aber 1921 die im November 1920 gegründeten St. George Dragons erstmals an der NSWRL teilnahmen, blieb die Anzahl der Mannschaften bei neun.

## Tabelle
|     | Team                    | Spiele | Siege | Unent. | Ndlg. | Spiel- punkte | Diff. | Tabellen- punkte |
| --- | ----------------------- | ------ | ----- | ------ | ----- | ------------- | ----- | ---------------- |
| 01. | North Sydney Bears      | 8      | 7     | 1      | 0     | 172:82        | + 90  | 17               |
| 02. | Eastern Suburbs         | 8      | 6     | 1      | 1     | 187:67        | + 120 | 15               |
| 03. | Glebe                   | 8      | 6     | 0      | 2     | 115:71        | + 44  | 14               |
| 04. | Balmain Tigers          | 8      | 5     | 0      | 3     | 135:71        | + 64  | 12               |
| 05. | South Sydney Rabbitohs  | 8      | 4     | 0      | 4     | 141:104       | + 37  | 10               |
| 06. | Newtown Jets            | 8      | 3     | 0      | 5     | 77:117        | - 40  | 8                |
| 07. | St. George Dragons      | 8      | 2     | 0      | 6     | 87:124        | - 37  | 6                |
| 08. | Western Suburbs Magpies | 8      | 2     | 0      | 6     | 90:155        | - 65  | 6                |
| 09. | Sydney University       | 8      | 0     | 0      | 8     | 82:295        | - 213 | 2                |

- Da in dieser Saison jedes Team ein Freilos hatte, wurden nach der Saison nur normalen Punktezahl noch 2 Punkte dazugezählt.